# Marco Amelia
Marco Amelia, Cavaliere Ufficiale OMRI, född 2 april 1982, är en italiensk fotbollsmålvakt. Han var med i Italiens trupp som vann Fotbolls-VM 2006.

## Meriter

### Klubblag
Roma
- Serie A:  2000/2001

Livorno
- Serie C1: 2001/2002

AC Milan
- Serie A: 2010/2011
- Italienska supercupen: 2011

### Landslag
Italien U21
- U21-EM: Första plats 2004
- Olympiska sommarspelen: Tredje plats 2004

Italien
- Fotbolls-VM: 2006

### Webbkällor
- ”AC Milan: Profil”. acmilan.com. AC Milan. http://www.acmilan.com/LM_Actor.aspx?idSquadra=3&idStagione=17&idPersona=12&name=Amelia%20Marco. Läst 26 oktober 2010.[död länk]
- ”Profil” (på italienska). assocalciatori.it. http://aic.football.it/scheda/3803/amelia-marco.htm. Läst 26 oktober 2010.
- ”Landskamper” (på italienska). FIGC.com. Arkiverad från originalet den 13 augusti 2012. https://web.archive.org/web/20120813150127/http://www.figc.it/nazionali/DettaglioConvocato?codiceConvocato=1948&squadra=1#. Läst 26 oktober 2010.